# Фар Край (фільм)
Фар Край (англ. Far Cry) — бойовик 2008 року, знятий за мотивами відеогри «Far Cry».

## Сюжет
Джек Карвер опиняється на тропічному острові. На невеликому клаптику суші багато секретних об'єктів, які використовуються підступним професором для виведення супер-мутантів. Головному герою доведеться зіткнутися віч-на-віч зі смертю і позбутися від головорізів злобного ученого, які дуже хочуть вирватися на свободу.

## У ролях
- Тіль Швайгер — Джек Карвер
- Еммануель Вожье — Валері Кардінал
- Наталі Авелон — Катя Чернов
- Удо Кір — Доктор Лукас Крігер
- Кріс Коппола — Емілліо
- Ральф Меллер — Макс Кардінал
- Крейг Фейрбрасс — Джейсон Паркер
- Майкл Паре — Пол Саммер
- Дон С. Девіс — генерал Родерік
- Сюзанн Рістіч — Тереза
- Джей Бразо — Ральф
- Майк Допуд — Лідер
- Стеффен Меннекс — найманець
- Майкл Робінсон — турист Джордж
- Керрі Гензел — турист Лора
- Майкл Роджерс — найманець Келлі
- Джофф Густафссон — вчений Монтгомері
- Джемі Світч — працівник Стів
- Джеймс Міхалополус — найманець 2
- Скот Купер — молодий репортер
- Аарон Перл — пілот
- Різ Александр — солдат Джексон
- Адріан Холмс — солдат Шраттер
- Річард Фарачі — найманець Кайл
- Майкл Тіган — найманець Брідж
- Майкл Беняер — найманець Сміт
- Пітер Кент — найманець Тенове
- Д. Херлан Катшелл — найманець Куїнн
- Мішель Кук — найманець
- Тайрон Лейтсо — вчений